# Браво, Клаудио (футболист, 1997)
Клаудио Николас Браво (исп. Claudio Nicolás Bravo; род. 13 марта 1997, Ломас-де-Самора, Буэнос-Айрес) — аргентинский футболист, защитник клуба «Портленд Тимберс». Участник Олимпийских игр 2020.

## Клубная карьера
Браво — воспитанник клуба «Банфилд». 24 сентября 2017 года в матче против «Росарио Сентраль» он дебютировал в аргентинской Примере.
17 декабря 2020 года Браво перешёл в клуб MLS «Портленд Тимберс», подписав многолетний контракт. За американский клуб он дебютировал 6 апреля 2021 года в первом матче ⅛ финала Лиги чемпионов КОНКАКАФ 2021 против гондурасского «Марафона». В MLS он дебютировал 18 апреля в матче стартового тура сезона 2021 против канадского «Ванкувер Уайткэпс». 16 ноября 2022 года Браво продлил контракт с «Портленд Тимберс» до конца сезона 2026 с опцией на сезон 2027. 6 мая 2023 года в матче против «Остина» он забил свой первый гол за «Тимберс».

## Международная карьера
В 2021 году в составе олимпийской сборной Аргентины Браво принял участие в Олимпийских играх 2020. На турнире он сыграл в матчах против сборных Египта и Испании.